# Ptyssiglottis
Ptyssiglottis är ett släkte av akantusväxter. Ptyssiglottis ingår i familjen akantusväxter.

## Dottertaxa tillPtyssiglottis, i alfabetisk ordning[1]
- Ptyssiglottis aequifolia
- Ptyssiglottis anisophylla
- Ptyssiglottis annamense
- Ptyssiglottis auriculata
- Ptyssiglottis beccarii
- Ptyssiglottis bonthainensis
- Ptyssiglottis brevipetiolata
- Ptyssiglottis campanulata
- Ptyssiglottis caudata
- Ptyssiglottis celebica
- Ptyssiglottis chrysea
- Ptyssiglottis collina
- Ptyssiglottis creaghii
- Ptyssiglottis cuprea
- Ptyssiglottis cyrtandroides
- Ptyssiglottis debilis
- Ptyssiglottis decurrens
- Ptyssiglottis densiflora
- Ptyssiglottis dulcamarioides
- Ptyssiglottis fastidiosa
- Ptyssiglottis frutescens
- Ptyssiglottis fusca
- Ptyssiglottis gibbsiae
- Ptyssiglottis glabrisepala
- Ptyssiglottis glandulifera
- Ptyssiglottis granulata
- Ptyssiglottis hallieri
- Ptyssiglottis hirsuta
- Ptyssiglottis inaequifolia
- Ptyssiglottis isophylla
- Ptyssiglottis javanica
- Ptyssiglottis kunthiana
- Ptyssiglottis lanceolata
- Ptyssiglottis laxa
- Ptyssiglottis leptoneura
- Ptyssiglottis longisepala
- Ptyssiglottis maxima
- Ptyssiglottis micropollinia
- Ptyssiglottis motleyi
- Ptyssiglottis mucronata
- Ptyssiglottis nigrescens
- Ptyssiglottis peranthera
- Ptyssiglottis philippinensis
- Ptyssiglottis picta
- Ptyssiglottis procridifolia
- Ptyssiglottis psychotriifolia
- Ptyssiglottis pubescens
- Ptyssiglottis pubisepala
- Ptyssiglottis radicans
- Ptyssiglottis ramosii
- Ptyssiglottis salicifolia
- Ptyssiglottis samarensis
- Ptyssiglottis sanguinolenta
- Ptyssiglottis staminodifera
- Ptyssiglottis undulata
- Ptyssiglottis vulgare